# Poecilominettia
Poecilominettia är ett släkte av tvåvingar. Poecilominettia ingår i familjen lövflugor.

## Dottertaxa tillPoecilominettia, i alfabetisk ordning[1]
- Poecilominettia acuta
- Poecilominettia aurita
- Poecilominettia biprojecta
- Poecilominettia breviplumata
- Poecilominettia brunneicosta
- Poecilominettia calva
- Poecilominettia chelata
- Poecilominettia circularis
- Poecilominettia circumtexta
- Poecilominettia cordata
- Poecilominettia cornuta
- Poecilominettia curvata
- Poecilominettia effossa
- Poecilominettia enormis
- Poecilominettia epacra
- Poecilominettia erymna
- Poecilominettia falcata
- Poecilominettia fimbriata
- Poecilominettia flavescens
- Poecilominettia foliacea
- Poecilominettia folleata
- Poecilominettia fornicata
- Poecilominettia fortuna
- Poecilominettia fortunae
- Poecilominettia fumida
- Poecilominettia fungivora
- Poecilominettia gatuna
- Poecilominettia grata
- Poecilominettia lagenata
- Poecilominettia legnota
- Poecilominettia lineolata
- Poecilominettia macula
- Poecilominettia maniculata
- Poecilominettia membranosa
- Poecilominettia nigriapica
- Poecilominettia notata
- Poecilominettia obtusa
- Poecilominettia octovittata
- Poecilominettia ordinaria
- Poecilominettia papillata
- Poecilominettia paronatia
- Poecilominettia parouatia
- Poecilominettia pectinata
- Poecilominettia pedata
- Poecilominettia picticornis
- Poecilominettia plicata
- Poecilominettia puncticeps
- Poecilominettia punctifer
- Poecilominettia pygmaea
- Poecilominettia quadrata
- Poecilominettia quadriprojecta
- Poecilominettia remata
- Poecilominettia semilunata
- Poecilominettia sentosa
- Poecilominettia sexiprojecta
- Poecilominettia sexseriata
- Poecilominettia silbergliedi
- Poecilominettia silvicola
- Poecilominettia slossonae
- Poecilominettia spinosa
- Poecilominettia trigona
- Poecilominettia tripuncticeps
- Poecilominettia uncata
- Poecilominettia ungulata
- Poecilominettia unicolor
- Poecilominettia valida
- Poecilominettia vibrata
- Poecilominettia virgea
- Poecilominettia zebroides